# (4919) Vishnevskaya
(4919) Vishnevskaya (1974 SR1) – planetoida z grupy pasa głównego asteroid okrążająca Słońce w ciągu 3,42 lat w średniej odległości 2,27 j.a. Odkryta 19 września 1974 roku. nazwana na cześć śpiewaczki Galiny Wiszniewskiej.